# Vallet (Charente-Maritime)
Pour les articles homonymes, voir Vallet.
Vallet est une commune associée de Montendre et une ancienne commune française, située dans le département de la Charente-Maritime, en région Nouvelle-Aquitaine.

## Géographie

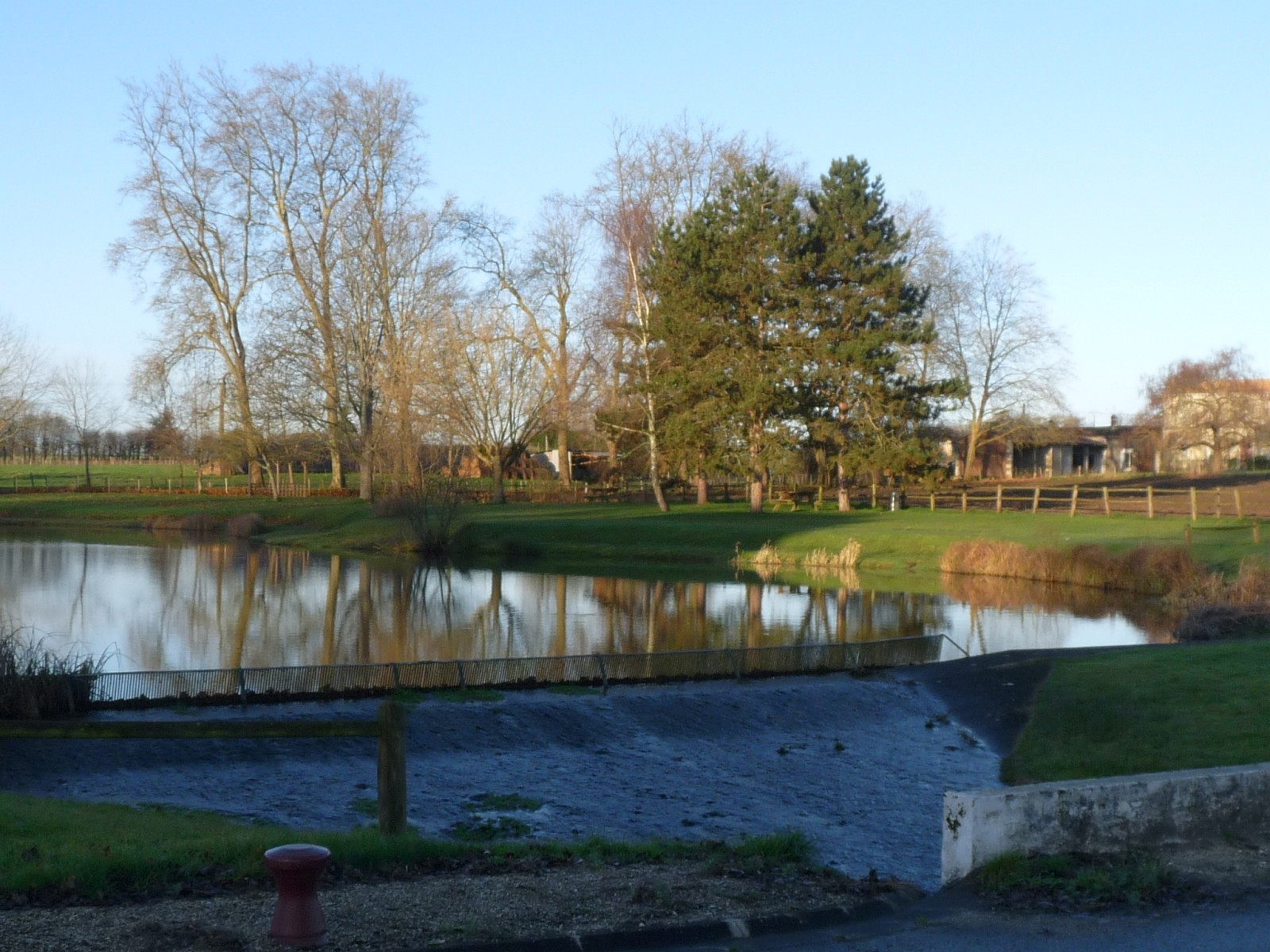
Plan d'eau en face de la mairie

La commune avait une superficie de 6,35 km2.

## Histoire
Par arrêté préfectoral du 19 décembre 1972, la commune est rattachée le 1er janvier 1973 à celle de Montendre sous la forme d'une fusion-association comme celle de Chardes.

## Administration

### Maires délégués
Vallet étant une commune associée, elle dispose d'un maire délégué.
| Période                                  | Période                        | Identité        | Étiquette | Qualité |
| ---------------------------------------- | ------------------------------ | --------------- | --------- | ------- |
| mars 2014                                | En cours (au 26 novembre 2016) | Ludovic Poujade |           |         |
| Les données manquantes sont à compléter. |                                |                 |           |         |

### Maires
| Période                                  | Période | Identité | Étiquette | Qualité |
| ---------------------------------------- | ------- | -------- | --------- | ------- |
|                                          |         |          |           |         |
| Les données manquantes sont à compléter. |         |          |           |         |

## Démographie
| 1793 | 1800 | 1806 | 1821 | 1831 | 1836 | 1841 | 1846 | 1851 |
| ---- | ---- | ---- | ---- | ---- | ---- | ---- | ---- | ---- |
| 385  | 354  | 341  | 375  | 398  | 386  | 367  | 364  | 343  |

| 1856 | 1861 | 1866 | 1872 | 1876 | 1881 | 1886 | 1891 | 1896 |
| ---- | ---- | ---- | ---- | ---- | ---- | ---- | ---- | ---- |
| 362  | 349  | 354  | 313  | 319  | 321  | 312  | 308  | 304  |

| 1901 | 1906 | 1911 | 1921 | 1926 | 1931 | 1936 | 1946 | 1954 |
| ---- | ---- | ---- | ---- | ---- | ---- | ---- | ---- | ---- |
| 306  | 315  | 299  | 277  | 273  | 270  | 244  | 252  | 285  |

| 1962 | 1968 | 1975 | 1982 | 1990 | 1999 | 2008 | 2010 | 2013 |
| ---- | ---- | ---- | ---- | ---- | ---- | ---- | ---- | ---- |
| 248  | 234  | -    | -    | -    | -    | 276  | 275  | 266  |

Histogramme

(élaboration graphique par Wikipédia)

## Patrimoine communal

### Église Saint-Babylas

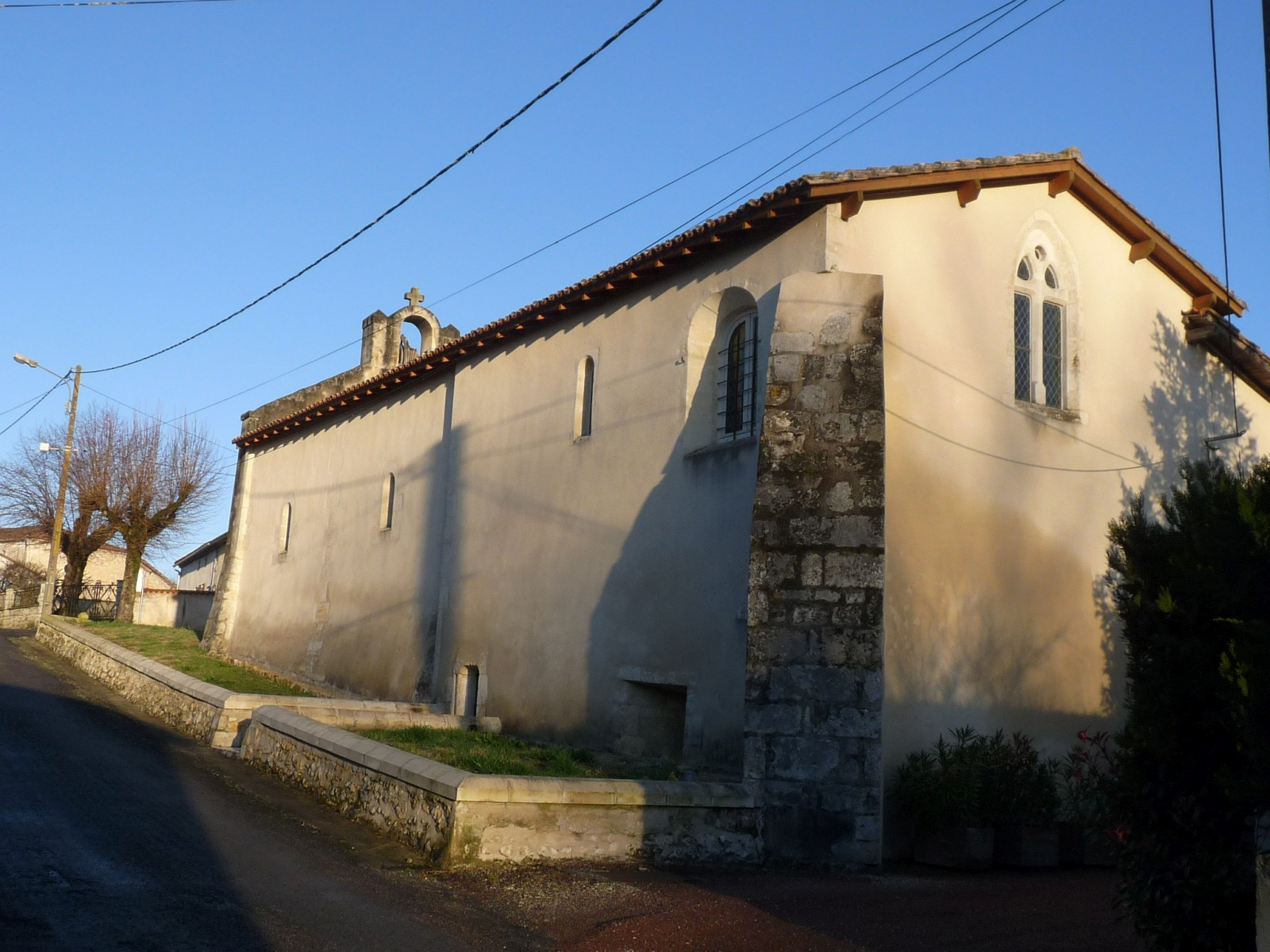
L'église Saint-Babylas

Tout comme sa voisine de Chardes, l'église paroissiale de Vallet daterait du XIe ou du XIIe siècle. Les documents à propos de cette église sont rares, et incertains : un prieuré de « Valas » est mentionné dans le cartulaire de l'abbaye de Baignes (1191), sans qu'il soit acquis qu'il s'agisse bien de la petite paroisse de Vallet. Tout comme sa voisine de Chardes, elle est en partie détruite par les seigneurs de Montendre au moment des Guerres de Religion, et reconstruite au XVIIe siècle. L'état de l'édifice apparaît comme préoccupant au XIXe siècle, déterminant les autorités compétentes à entreprendre la reconstruction de la façade, sommée d'un campanile (1860, refait en 1980), la destruction de l'ancien clocher, et la remise en état du mur sud (1879). Une campagne de restauration est menée moins d'un siècle plus tard, en 1969. De nouveaux travaux sont entrepris en 1998 et 1999, dans le cadre de chantiers associatifs de jeunesse : la fenêtre du chevet (XVe siècle), jusqu'alors bouchée, est restaurée, de même que la charpente.
L'église, d'une grande modestie, se compose d'un vaisseau unique, couvert d'une charpente apparente, légèrement cintrée. Une petite chapelle borde le mur nord. Le chevet est plat, et percé d'une baie ogivale. Il est cantonné, à l'extérieur, de deux contreforts assez massifs, probable survivance de l'église médiévale. La crypte, où l'on accède par un escalier étroit, date sans doute de la fin du XIe ou du début du XIIe siècle. Elle est couverte de voûtes d'un style roman archaïque, soutenues par deux piles. Les seigneurs de Bessac (petite châtellenie des environs) y étaient inhumés, et des célébrations en l'honneur de saint Babylas, patron de l'église, qui passait pour guérir les maux de tête, s'y tenaient. Le campanile abrite une cloche, datée de 1660, et classée monument historique au titre objet depuis 1911.

### Chapelle de Croix-Gente
Ce modeste oratoire, placé sous la protection de « Notre-Dame des Sept Douleurs », est un lieu de pèlerinage réputé dans la région. Selon la tradition, il aurait été fondé au XIVe siècle par un paysan désemparé par la perte de son fils dans les bois alentour. S'en remettant à la Vierge, il aurait fait le vœu d'élever une chapelle à l'endroit précis où il retrouverait son enfant. Parcourant les bois des jours durant, il finit par retrouver sa dépouille, et respecta sa promesse. Une statue de la Vierge, placée dans la chapelle, devint l'objet d'une grande dévotion.
Au XVIe siècle, durant les Guerres de Religion, la chapelle subit le sort de la plupart des églises de la région, et est presque entièrement détruite. Les habitants, trop pauvres pour la remettre en état, n'en continuent pas moins à venir vénérer la statue de la Vierge, laissée au milieu des ruines. Brisée à deux reprises au moment de la Révolution, elle est reconstituée et cachée dans la crypte de l'église de Vallet. Vers 1860, l'abbé Maud la fait restaurer.
En 1862, une nouvelle chapelle (celle qui existe toujours) est construite. Le clocher est béni le 28 septembre 1862, en présence de l'évêque de La Rochelle et Saintes et de nombreux notables de la région; une grande croix est érigée à proximité du sanctuaire deux ans plus tard. En 1933, devant l'affluence croissante des pèlerins, la chapelle est agrandie. Des travaux sont menés de 1964 à 1966 (réfection de la charpente) et une fresque est peinte en 1985.

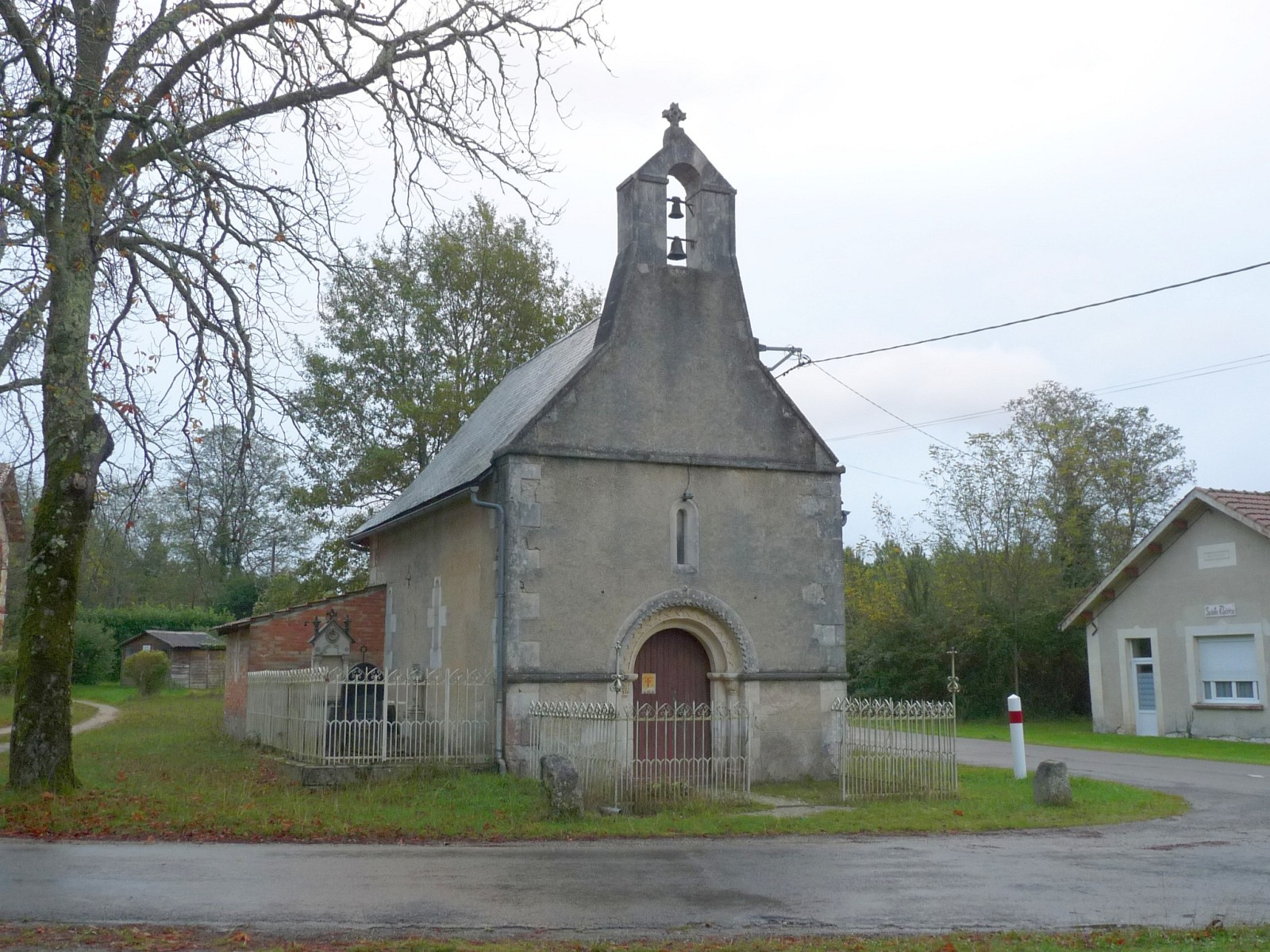
Chapelle Notre-Dame-des-Sept-Douleurs de Croix Gente.
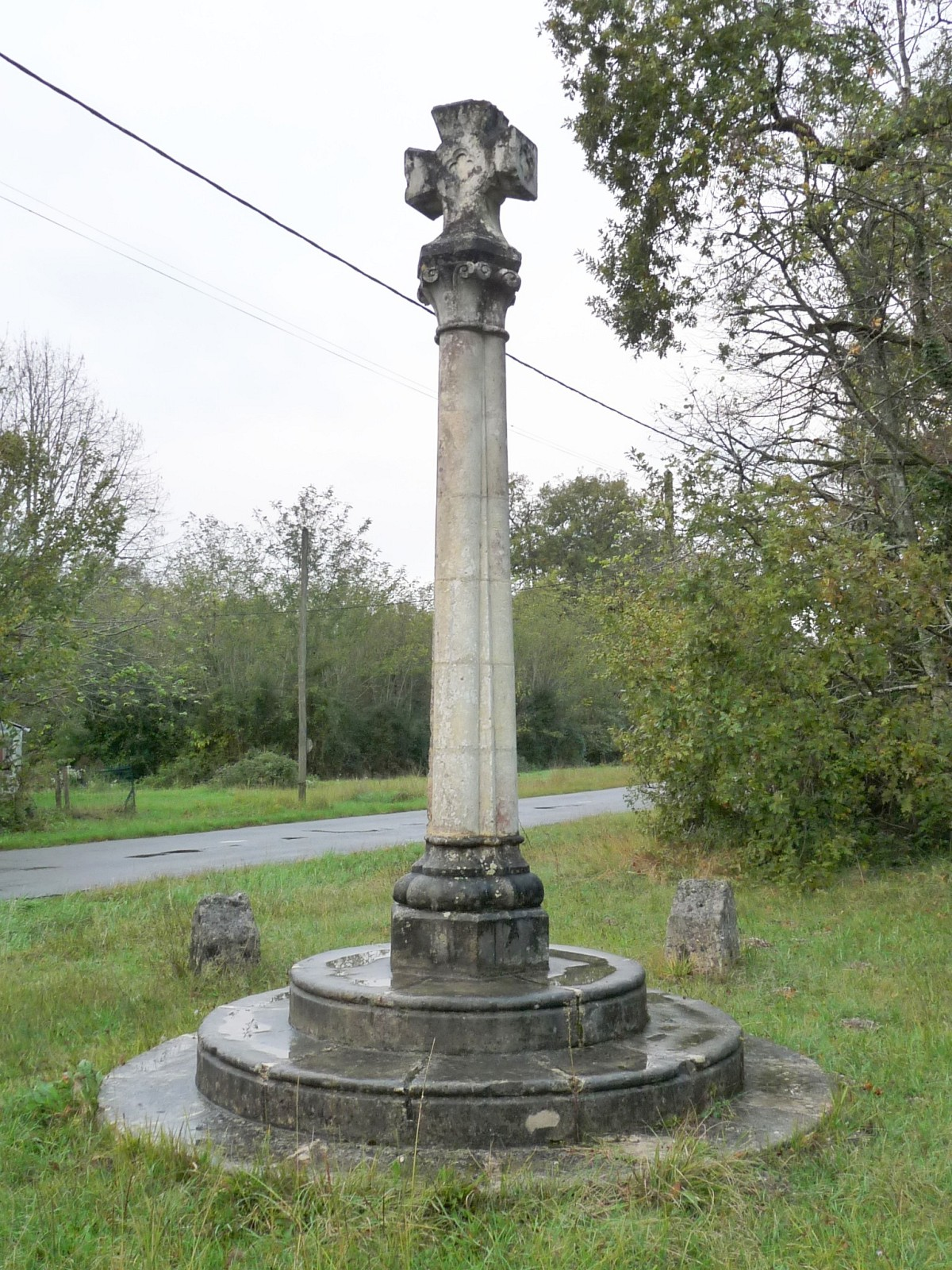
Calvaire de Croix-Gente.
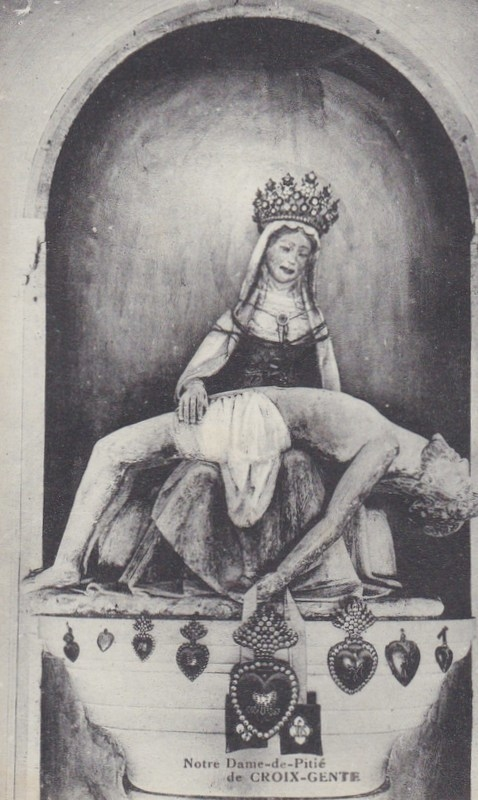
Notre-Dame-de-Pitié de Croix-Gente.
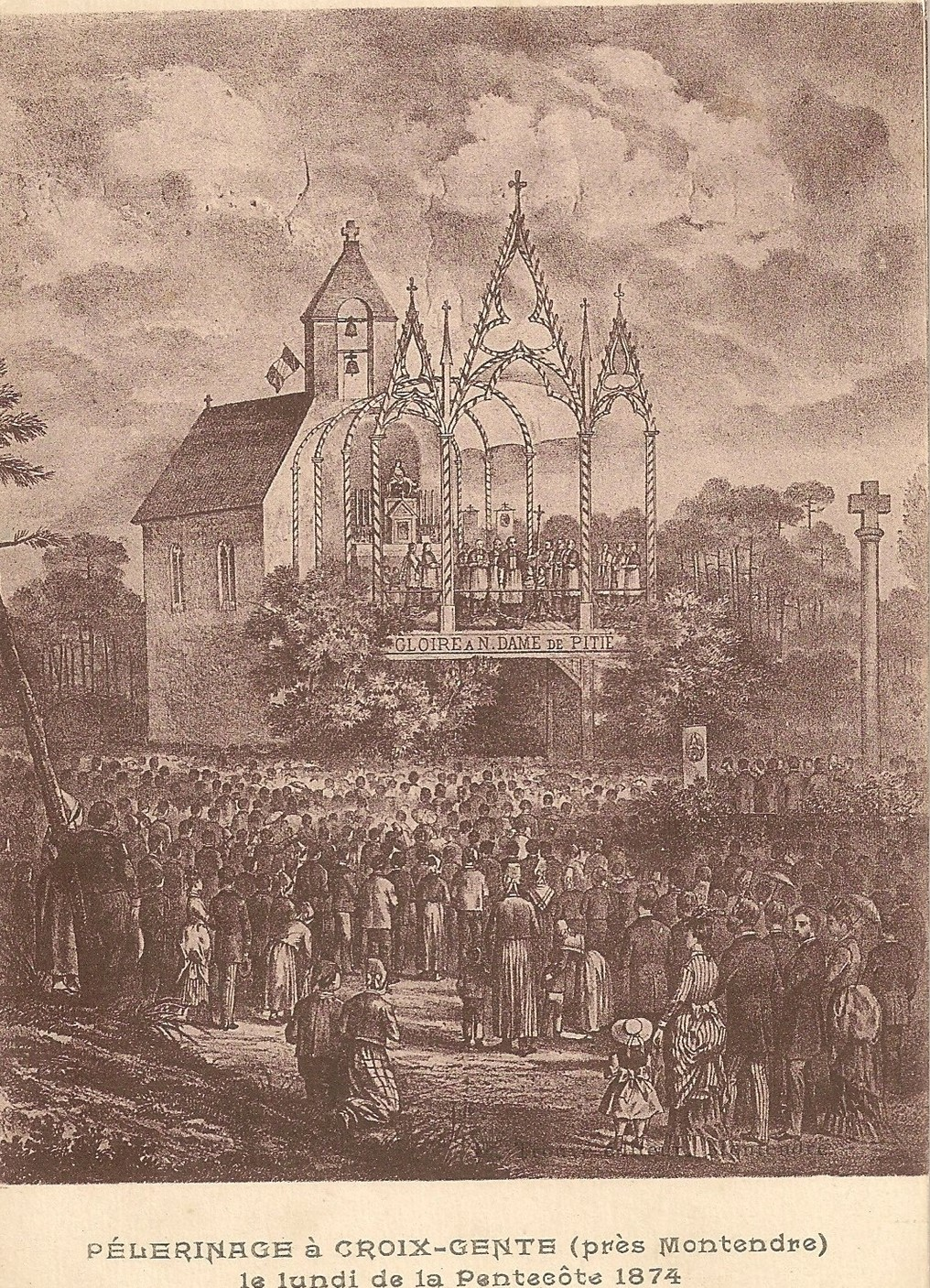
Pèlerinage de Pentecôte à Croix-Gente (1874).
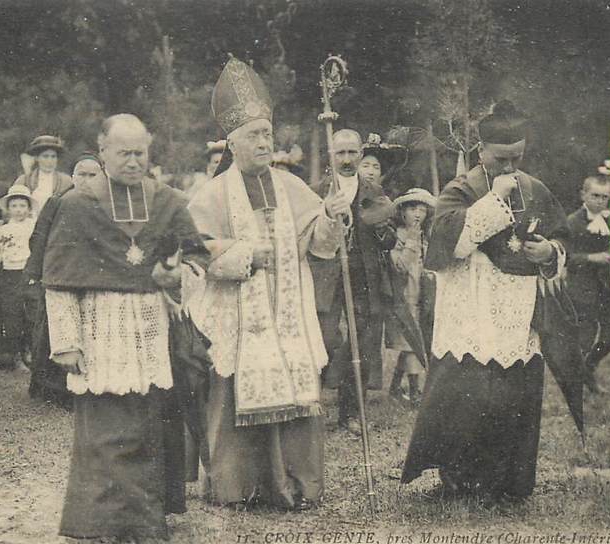
Mgr Jean-Auguste Eyssautier présidant le Pèlerinage à Croix-Gente.